# Яблунів (Чортківський район)

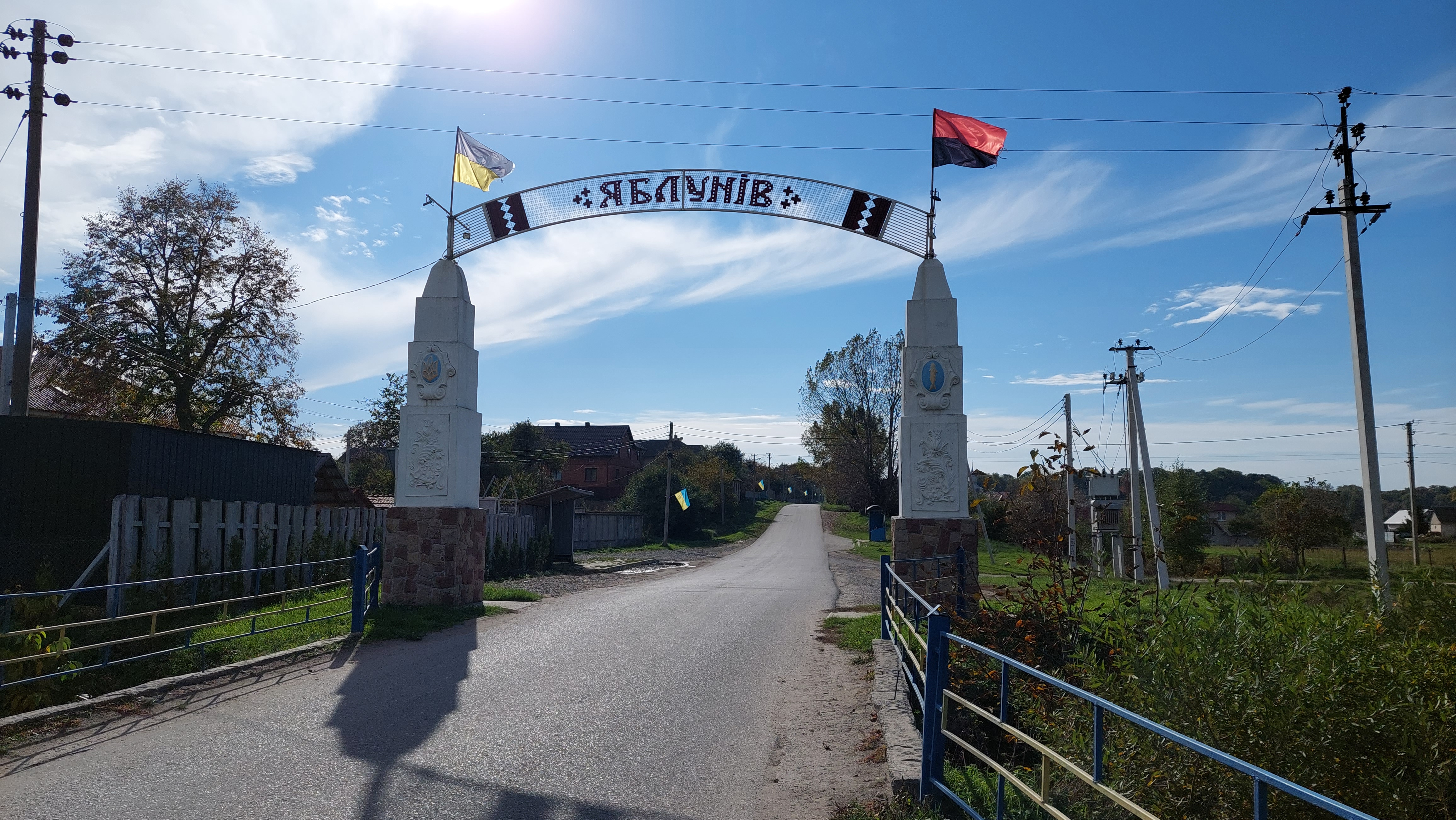
В'їзд в село Яблунів

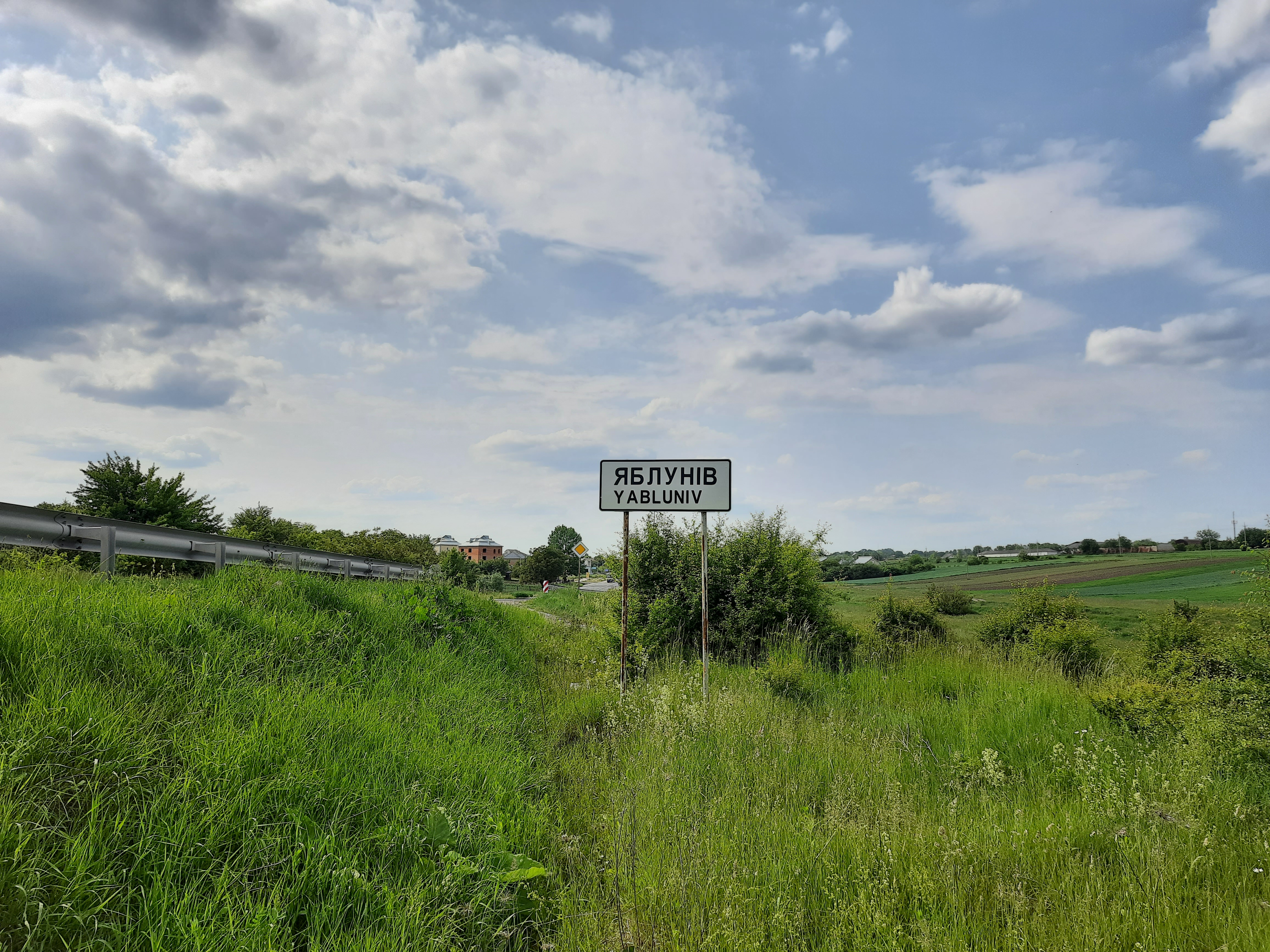
Дорожній знак при в'їзді в село

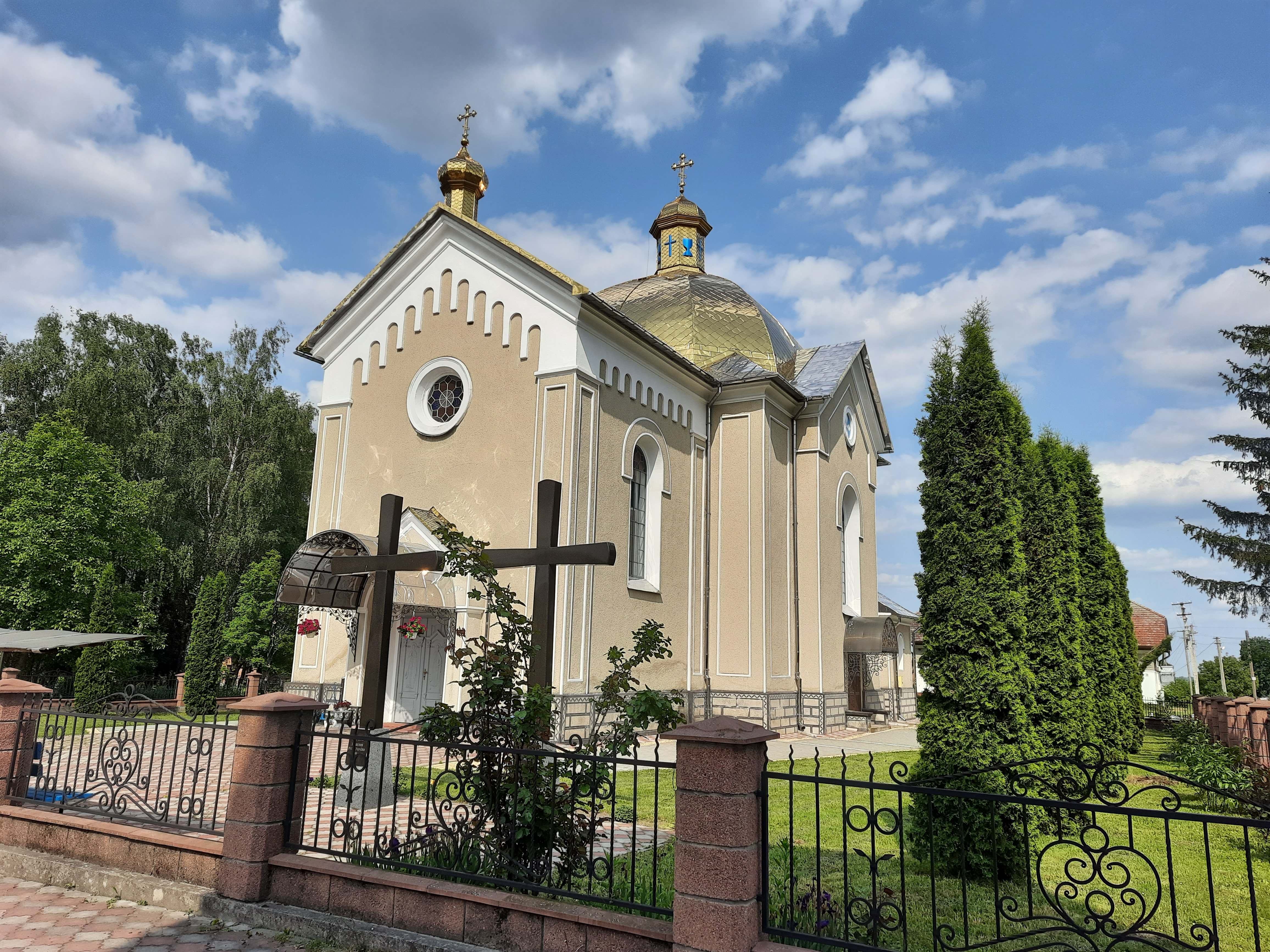
Церква Успіння Пресвятої Богородиці

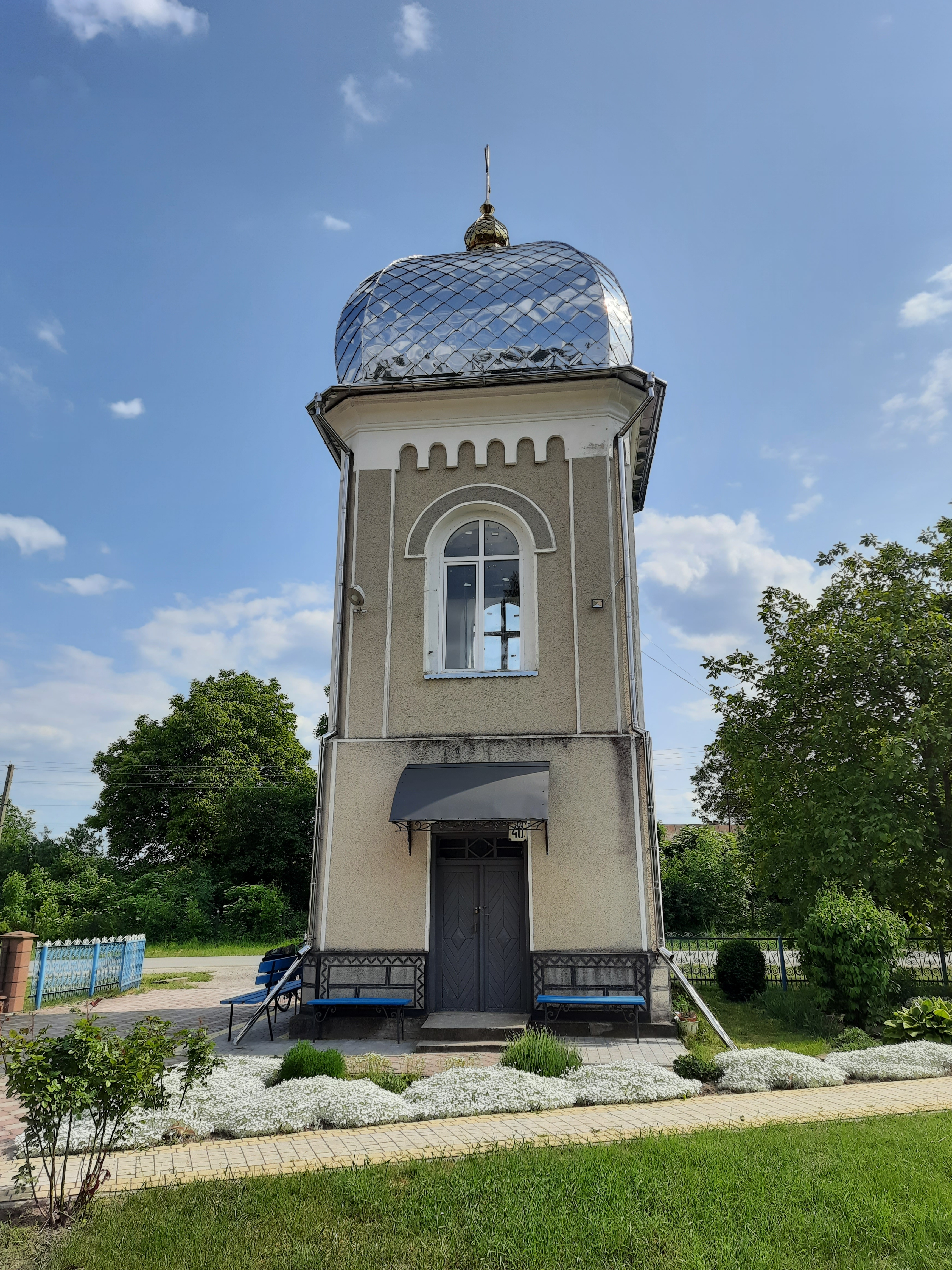
Дзвіниця церкви Успіння Пресвятої Богородиці

Яблуні́в — село в Україні, у Копичинецькій міській громаді, Чортківського району, Тернопільської області. Розташовується над річкою Нічлавка, на протилежному березі розташовується Сухостав.
Географічні координати села 49° 15' північної широти і 25° 45' східної довготи. Село Яблунів розміщене на Подільській височині Східно-Європейської рівнини, в області помірно-континентального клімату. Відстань до екватора становить 5466 км, до Північного полюса — 4521 км.
Село розташоване над річкою Нічлавкою на відстані 57 км на південь від обласного центру м. Тернополя у східній частині області в зоні західного лісостепу. Через село проходить автомобільний шлях М19, що є частиною Європейського автомобільного маршруту E85.
До 2018 — центр Яблунівської сільської ради. Від липня 2018 року ввійшло у склад Копичинецької міської громади.

## Топоніміка
Назва села утворена від антропоніма Яблонь за допомогою суфікса -ів. Антропонім Яблонь мотивовано діалектом яблоня «яблуня».
Легенда про походження назви
Славне село яблуневими садами. Звідси і назва — Яблунів. Старожили зберегли легенду про походження його назви.
Одного весняного ранку проїжджав повз село панич і задивився. Перед його очима повстала біло-рожева блакить, серед якої кружляв п'янкий аромат яблуневого цвіту. Все село оповите ніжністю та неповторною красою. «Ой, яблунів цвіте, який ти прекрасний!» — промовив панич від здивування. І від цього часу про цей край казали «Яблунів край». Звідси і походить назва села Яблунів.
У пам'яті старожилів живе інша легенда походження назви села. На території біля лісу, що зветься Лісничівкою, жив пан Яблонський, який посадив чудовий яблуневий сад. Хто не провідував його, казали: «Яблуневий сад Яблонського чудовий». І від цього походить назва села Яблунів.
До сьогодні село на весні потопає в яблуневому цвіті, а його символом є яблуня, котра росте у кожному господарському дворі.

## Населення

### Мова
Розподіл населення за рідною мовою за даними перепису 2001 року:
| Мова            | Кількість | Відсоток |
| --------------- | --------- | -------- |
| українська      | 1903      | 99.63%   |
| російська       | 3         | 0.16%    |
| білоруська      | 1         | 0.05%    |
| інші/не вказали | 1         | 0.16%    |
| Усього          | 1910      | 100%     |

## Історія

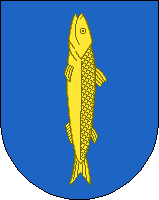
Герб села 1866 року

Із XV століття село згадують у громадських і земельних актах. Грамотою від 1391 року король Яґайло надав у користування шляхтичу Пйотрови Добкови з Олевина кілька поселень, в тому числі Яблунів, Целіїв. Грамотою від 14 жовтня 1414 року польський король Яґайло віддав Яблунів в оренду шляхтичеві Миколаю Цесельському взамін за позику у 250 гривень; у грамоті як колишні управителі згадані шляхтичі Пйотр Добек з Олевина, Міхал з Бучача (ймовірно, Міхал Адванець з Бучача, або його син Міхал Бучацький). Село згадується у грамоті 1 березня (10 березня за новим стилем) 1440 року — король Володислав підтверджує за Петром Одровонжем 13 раніше наданих йому Ягайлом сіл. 1470 року шляхтич Ян Свинка з Поморян продав Яблунів з иншими селами Станіславу з Ходча.
У 1553 році королівський придворний, управитель Кам'янецького замку, державець яблунівських дібр Миколай Потоцький отримав від короля Сиґізмунда ІІ Авґуста привілей на перетворення села Яблунова в містечко із самоврядуванням за маґдебурзьким правом. Населення звільнили на 15 років від деяких податків. Микола Потоцький у своєму маєтку Яблунові коло Теребовлі підписав 24 листопада 1565 року новий лист, за яким його 200-кінна хоругва мала вирушати в похід; була на службі до червня 1566 р., від березня 1566 р. мала 174 вершники.
1664 року: під час люстрації королівщин в Яблунови було 9 господарів; дожиттєвим державцем (пол. dzierżawca) староства (входили також Целіїв, Увисла) був підкоморій галицький Ян Теодорик Потоцький, син кальвініста Анджея Потоцького, дружина — Софія з Гораю (Горайська)). 1710 року король Авґуст ІІ дозволив стражнику великому коронному Стефану Александеру Потоцькому передати свої права на солтисівство в Яблунові хорунжому парнавському Антонію Дульчиміньському. У 1746 році белзький воєвода Антоній Міхал Потоцький керував розмежуванням території Яблунова, Тудорова, Сухоставу, Кобиловолоків.
Торги повинні були відбуватися щоп'ятниці, ярмарки — у свята святих Станіслава і Леонарда. Король Стефан Баторій віддав 15 червня 1556 року Барбарі Пемойовській з Чермна в досмертне володіння Целіїв, Увислу з Яблунівського староства за умовою збільшити там кількість осадників.
Містечко було центром Яблунівського староства Руського воєводства. Перед 1772 роком яблунівським старостю був Франциск Салезій Потоцький.
Останніми власниками села Яблунів другої половини XIX — першої половини ХХ століть були Чорторийські, Дідушицькі (Флорентіна Чорторийська, яка вийшла заміж за увислівського дідича Ценського). Попри те, що Східна Галичина була частиною Речі Посполитої, після ІІІ поділу 1795 року була складовою Священної Римської імперії, Австрійської імперії, все рівно формується культурно-освітній, релігійний, просвітницький, господарський комплекси. Щодо господарського розвитку, то у селі розвинене сьогодні фермерське господарство, раніше були промисли: гончарство — звідси назва частини села «Гончарі», бджільництво, садівництво.
Збереглася до сьогодні архітектурна спадщина: маєток Чорторийських. Побудований в екзотичному місці села, біля ставка. Будівництво садиби почалось приблизно у 1820 році, яка є саме сьогодні його окрасою та головним корпусом Яблунівського протитуберкульозного санаторію (додаток 2).
До наших днів збережений його первинний екстер'єр, частково інтер'єр. Відвідувачів завжди приваблює робота місцевого майстра Шасткова Івана — сходи та перила, які зроблені зі смаком, виконані дуже майстерно і делікатно (додаток 3).
Всього в селі є 685 дворів, проживає 2116 осіб, серед них жінок — 1221, чоловіків — 895. Найстаріша жителька Катерина Матвіївна Вишинська, якій виповнилося 102 роки. Яблунів, ніби підковою, охоплений лісом.
Про Яблунів йдеться в книзі І. Бандурки “Зернятка життя” (2001).
12 червня 2020 року, відповідно до розпорядження Кабінету Міністрів України № 724-р «Про визначення адміністративних центрів та затвердження територій територіальних громад Тернопільської області» увійшло до складу Копичинецької міської громади .
19 липня 2020 року, в результаті адміністративно-територіальної реформи та ліквідації Гусятинського району, село увійшло до складу новоутвореного Чортківського району.

## Символіка

### Герб
Затверджений в 1553 р.
У лазуровому полі золота риба в стовп.

## Релігія
- церква Успіння Пресвятої Богородиці (1875, мурована, ПЦУ);
- церква Успіння Пресвятої Богородиці (2008, мурована, УГКЦ);
- костел святої Єлизавети (1901);
- Каплиця (кін. XVI ст.);
- «Фіґура» Матері Божої та хрести парафіяльного значення.

## Пам'ятки
У центрі села створено культурно-освітній комплекс. На його території розміщено єдиний в Україні пам'ятник Солдатським вдовам, відкритий у 1984 р. (скульптор І. Козлик), монумент на честь скасування панщини у 1848 р., реставрований у квітні 1990 р., пам'ятник Тарасу Шевченку (1992 р. скульптор І. Малярчук), пам'ятник Іванові Франку (1991 р.), могила Українським січовим стрільцям (1943 р., 1990 р.).
Із сучасних архітектурних споруд на території комплексу є: Будинок культури, музична школа та загальноосвітня школа І-ІІІ ступенів.
Окрасою і гордістю села є старовинний парк, закладений у 40-х роках XIX століття панами Дідушицькими. Укладники парку були запрошені із Франції. На його території є букова алея, багатовікові дерева: манджурський горіх, бук червонолистий, американські сосни, 200-літня липа дрібнолиста, дві тополі віком 150—200 років. У старовинному парку залишилися сліди городища чи замку, бо, за переказами старожилів, звідси є підземний хід до палацу, на околиці якого є цілюще джерело. А панський маєток серпом охоплюють чотири ставки.
Створено Яблунівський природний ботанічний заказник державного значення. На його площі більше, як дві тисячі гектарів, можна побачити шафран Гейфеля, підсніжник звичайний, любку дволисту — рідкісні рослини, які занесені до Червоної книги України. В лісі є ботанічні пам'ятки природи місцевого значення Копиченецька бучина і 300-річний Дуб «Яблунівський».
Пам'ятник Т. Шевченку
Щойновиявлена пам'ятка монументального мистецтва.
Встановлений 1992 р. Скульптор — І. Мулярчук.
Скульптура — тонований бетон, постамент — камінь, цемент.
Скульптура — 3 м, постамент — 1,5 м.

## Соціальна сфера
- Будинок культури
- Музична школа
- Ліцей с. Яблунів
- Дитячий сад "Сонечко"

## Місцева влада
Будівля сільської ради знаходиться на вулиці Героїв Майдану.

## Яблунівський заказник
Ботанічний заказник загальнодержавного значення "Яблунівський" (далі - Заказник) створено постановою Ради Міністрів УРСР "Про доповнення переліків державних заказників Української РСР" від 16.12.82 № 617.

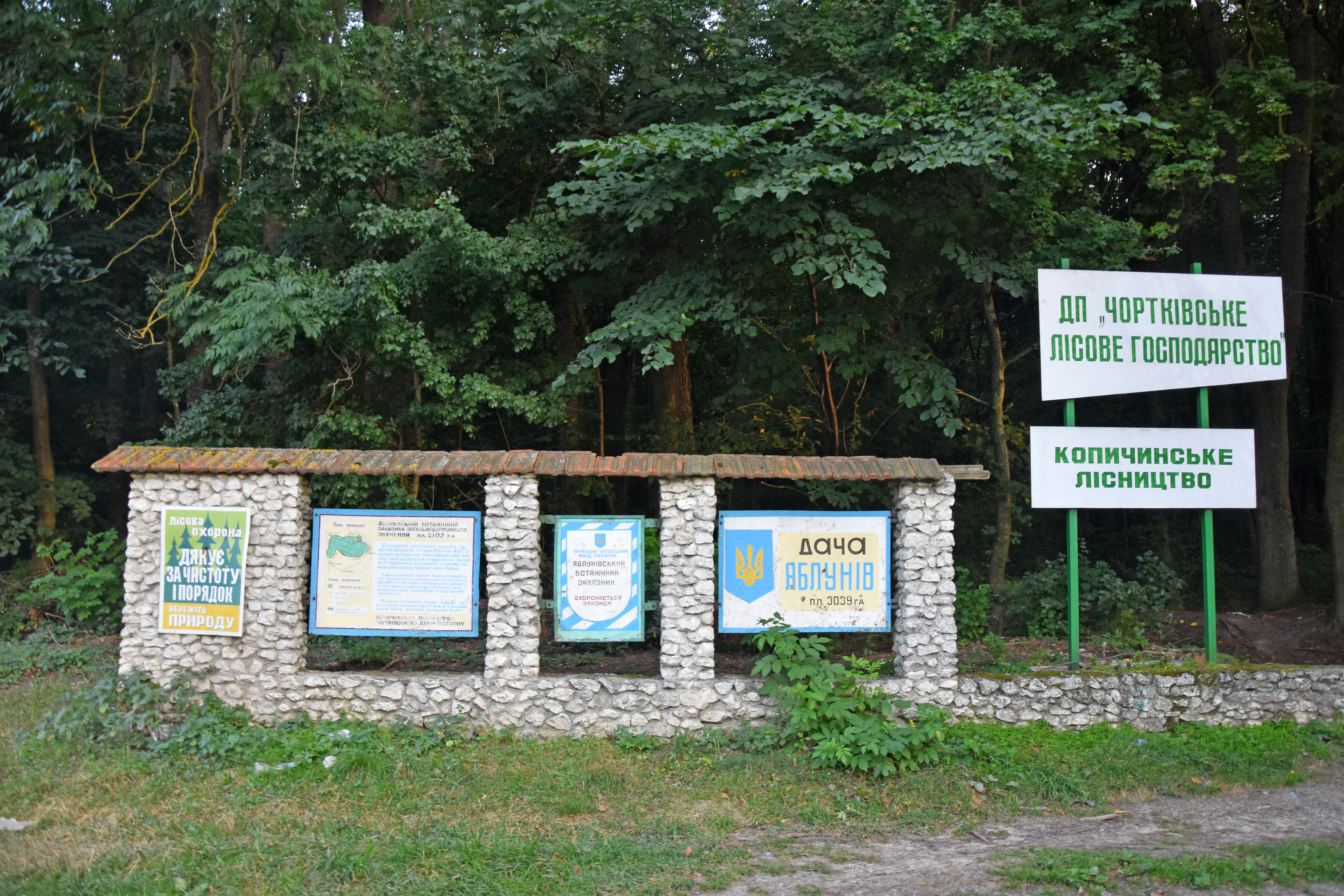
Вказівник

Заказник входить до складу природно-заповідного фонду України, охороняється як національне надбання, щодо якого встановлюється особливий режим охорони, відтворення й використання.
Заказник загальною площею 2103 гектара розташований у Гусятинському районі Тернопільської області між селами Яблунів, Тудорів, Майдан та містом Копичинці в кварталах 1 - 16, 30 - 40, 46 - 56, 63 - 70, 73 - 74 Копиченецького лісництва ДП "Чортківське лісове господарство" (далі - Землекористувач).

## Яблуневий спас
9 серпня 2015 у Яблунові відбувся Перший міжнародний пісенно-поетичний фестиваль «Яблуневий Спас», в якому взяли участь сотні гостей.
8 серпня 2021 року Яблунів потрапив до книги рекордів України. Диплом про визнання цього населеного пункту найфестивальнішим в Україні вручили під час VII-го Фестивалю «Яблуневий спас». У 2022 році  фестиваль був приурочений для збору коштів військовим ЗСУ.

## Відомі люди

### Уродженці
- Іван Бандурка (1954 р. народження) — літератор, краєзнавець, член спілки письменників України, автор п'єси «Через терни до волі» (2000 р.), нарису «Праця на вівтар нації, або Доля Михайла Палія», (2001 р.), збірки оповідань «Зернятка життя» (2001 р.).
- о. Степан Бахталовський (1889—1984) — священник-місіонер у Канаді та США.
- Теодор Боднар (1885—1970) — вчитель, агроном, громадський діяч, першопоселенець Канади.
- о. Іван Волянський (2 липня 1857) — греко-католицький священник-місіонер, громадський діяч, видавець[19] першої української газети Нового Світу — «Америка» (США, штат Пенсильванія). У місті Шенандао о. І. Волянський відкрив першу українську школу, освятив перший храм св. Михайла, заснував касу взаємодопомоги. Керував будівництвом церков у Джерсі-Сіті, Кінгістані, організував кооперативні крамниці, хори, оркестри. У 1896—1897 рр. вивчав умови життя українських емігрантів у Бразилії. Згодом повернувся в Галичину, був парохом у селі Острівець Теребовлянського району. Помер у 1926 р. с. Дичків Тернопільського району, де похований. У Яблуневі недалеко від церкви збереглася садиба Волянських.
- Микола Денека (1914—1985) — лісник, ініціатор створення у 1956 році в Борщівському районі Гермаківського державного дендрологічного парку. Сьогодні — пам'ятка садово — паркового мистецтва республіканського значення. Автор книжок: «Дендропарк Гермаківського лісництва» (1972 р.), «Гермаківський дендропарк» (1984 р.).
- Доліба Микола Михайлович (1959 р.н) — доктор біологічних наук, професор Пенсильванського університету, директор відділу, що займається лікуванням цукрового діабету. Автор багатьох наукових праць, теоретик і практик. Микола Михайлович розробив систему трансплантації клітин підшлункової залози в печінку людини, кінцева мета — повністю вилікування цукрового діабету та впроваджує її в практику.
- Сухарський Олександр - український громадський діяч в Австралії.
- Лукавий Євген - генерал-майор служби цивільного захисту. Навчався в Яблунівській середній школі.
- Анастасія Ясінська “Мавка”, “Леся” - учасниця національно-визвольної боротьби сер. 20-го ст. (станична ОУН с. Яблунів) (1915 р. н.).

### Померли
- о. Василь Фацієвич (1847—1921) — церковний і громадсько-політичний діяч, священник УГКЦ, у 1901—1904 роках — адміністратор Станиславівської греко-католицької єпархії.

### Працювали
Головним лікарем Яблунівського протитуберкульозного санаторію ГУСЯТИНСЬКОГО району Тернопільської області з 1961 по 2004 рік працював КОРОПЕЦЬКИЙ ВАСИЛЬ ІВАНОВИЧ.

### Відвідували
- 22-23 листопада 1884 року (за іншою версією у квітні 1883) Яблунів відвідав Іван Франко. Він та дідич із села Вікно Володислав Федорович побували в маєтку Чорторийських. Каменяр тоді працював над архівом батька Володислава — посла до австрійського парламенту Івана Федоровича. Своє перебування в селі, все тут побачене Іван Франко описав у своєму щоденнику.
- журналіст, письменник Микола Костенко,
- громадсько-політичний та державний діяч Леонід Кравчук,
- письменник, громадський діяч Лесь Танюк;
- артисти, співаки Юхим Березін, Оксана Білозір, Василь Зінкевич, Поль Манандіз, Юрій Тимошенко, Назарій Яремчук.

### Яблунівські старости
- Кшиштоф Сендзівуй Потоцкі
- Богуслав Потоцкі (молодший брат попереднього)
- Анджей Єжи Потоцкі (син попереднього).[9]
- Станіслав Грановський гербу Леліва — переяславський староста з 1714, 1720 від Дучимінських викупив Яблунівське староство; батько Антонія, тарногурського старости[20]

.